# Lago Barombi Koto

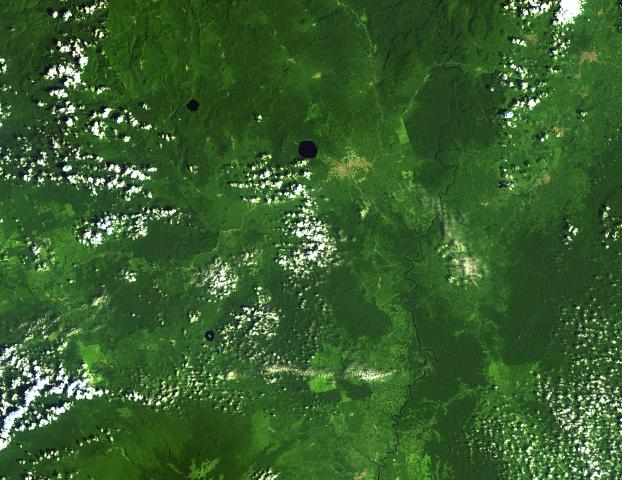
Dos três lagos visíveis, Barombi Koto é o lago circular relativamente pequeno no sudoeste.

O Lago Barombi Koto, também conhecido como Lago Barombi Kotto ou Lago Barombi-ba-Kotto, é um pequeno lago na cadeia vulcânica da região sudoeste dos Camarões. É um lago vulcânico com um diâmetro de cerca de 1,2 km (0,75 milhas). Há uma pequena ilha no meio, que é densamente habitada pelos Barombi, uma tribo de pescadores. Os riachos Tung Nsuia e Tung Nsuria, cada um com cerca de 1–2 m de largura e 0,3 m de profundidade perto da boca, são os únicos afluentes do lago, e secam na estação seca.

## Biologia
O lago Barombi Koto geralmente aparece marrom-esverdeado porque é rico em fitoplâncton. Invertebrados, tartarugas e o sapo aquático Xenopus tropicalis são comuns no lago,, que também é um importante santuário para pássaros. Sete espécies de peixes são conhecidas no lago, incluindo Enteromius callipterus e um peixe-gato Clarias, enquanto as demais são ciclídeos: Coptodon kottae, Chromidotilapia guentheri, Hemichromis fasciatus, Pelmatolapia mariae e Sarotherodon galilaeus. Destes, C. guentheri é representado pela subespécie endêmica loennbergi, enquanto C. kottae é totalmente endêmico deste lago e do lago Mboandong menor. Uma revisão em 2008 não conseguiu confirmar a distinção entre a subespécie loennbergi e a C. guentheri em outros lugares, mas o H. fasciatus em Barombi Koto e no lago Mboandong é incomumente pequeno e pode ser uma espécie endêmica não descrita. As endêmicas são ameaçadas pela poluição e sedimentação das atividades humanas e pela "virada" da água do lago por causa do desmatamento dos arredores (isso pode permitir mais vento, e o lago é estratificado com níveis mais baixos de oxigênio). Eles também são potencialmente ameaçados por grandes emissões de dióxido de carbono do fundo do lago (compare o Lago Nyos), embora Barombi Koto seja muito raso para conter quantidades muito altas desse gás.

## Lago Mboandong
Cerca de 1 km ao sul do lago Barombi Koto fica o lago Mboandong, ainda menor, outro lago raso com um diâmetro de cerca de 0,4 km. Não há entrada e a única vazão é um pequeno riacho durante a estação chuvosa.
O lago Mboandong é menos rico em fitoplâncton e possui menos espécies de peixes, mas todas são espécies compartilhadas com o lago Barombi Koto e seus fluxos de entrada: Aphyosemion bivittatum, Fundulopanchax oeseri, Coptodon kottae, Hemichromis fasciatus e Sarotherodon galilaeus. Os membros da tribo Barombi que vivem no lago Barombi Koto às vezes visitam o lago Mboandong para pescar.